# Nélson Lavenère Wanderley

Nélson Freire Lavenère Wanderley

Nélson Freire Lavenère Wanderley (* 27. Dezember 1909 in Rio de Janeiro; † 30. August 1985 ebenda) war ein brasilianischer Offizier, der unter anderem 1964 Luftfahrtminister und Kommandeur der Luftstreitkräfte (Força Aérea Brasileira) war. Er war ferner von 1966 bis 1968 Chef des Generalstabes der Streitkräfte (Forças Armadas do Brasil).

## Leben

### Offiziersausbildung und Zweiter Weltkrieg
Nélson Freire Lavenère Wanderley, Sohn des Offiziers und späteren Generalmajors (General-de-divisão) Alberto Lavenère Wanderley und dessen Ehefrau Laurentina Freire Wanderley, begann nach dem Besuch des Colégio Militar in Rio de Janeiro 1927 eine Offiziersausbildung an der Escola Militar in Realengo, einem Vorort von Rio de Janeiro. Im Januar 1930 wurde er Offiziersanwärter (Aspirante-a-oficial) der damaligen Luftarmee (Arma de aviação) und absolvierte daraufhin eine Pilotenausbildung an der Militärflugschule (Escola de Aviação Militar) in Rio de Janeiro. Er wurde im Juli 1930 zum Leutnant (Segundo-tenente) sowie im August 1931 zum Oberleutnant (Primeiro-tenente) befördert. Im Anschluss war er selbst Ausbilder an der Militärflugschule sowie Kommandeur des Ausbildungsgeschwaders der Gemischten Fluggruppe. Im Juni 1933 erfolgte seine Beförderung zum Hauptmann (Capitão). Er absolvierte in der Folgezeit eine weitere Flugausbildung auf der Randolph Air Force Base sowie der Lackland Air Force Base in den USA. Nach seiner Rückkehr wurde er 1935 Kommandeur des Fluggeschwaders sowie Chefausbilder an der Militärflugschule und bekleidete diese Funktionen bis 1937. Im Anschluss war er von 1938 bis 1940 Absolvent der Generalstabsschule des Heeres ECEME (Escola de Estado-Maior do Exército) und wurde dort im Mai 1940 zum Major befördert.
Nach der Gründung des Luftfahrtministeriums (Ministério da Aeronáutica) sowie der Luftstreitkräfte (Força Aérea Brasileira) am 20. Januar 1941 wechselte Wanderley in die neue Teilstreitkraft. Er war zwischen 1942 und 1943 Chef der Ausbildung an der Luftfahrtschule (Escola de Aeronáutica) und erhielt dort im Dezember 1943 seine Beförderung zum Oberstleutnant (Tenente-coronel). Während des Zweiten Weltkrieges begleitete er daraufhin General João Baptista Mascarenhas de Morais, der Leiter der Beobachtermission der alliierten Operationen während des Italienfeldzuges sowie danach Kommandeur der Expeditionsstreitkräfte FEB (Força Expedicionária Brasileira) war. Er war während dieser Zeit bis 1945 im Stab der FEB Offizier für Operationen der Luftstreitkräfte. Er nahm als Pilot von Kampfflugzeugen vom Typ Republic P-47 „Thunderbolt“ selbst an 13 Kampfeinsätzen teil. Zwischenzeitlich absolvierte er eine Ausbildung an der Kampfflugzeugschule der Royal Air Force (RAF).

### Nachkriegszeit
Nach seiner Rückkehr nach Brasilien war in São Paulo Wanderley erst Kommandeur des 2. Fliegerregiments (2º Regimento de Aviação) auf dem Luftwaffenstützpunkt Cumbica und danach am Ausbildungszentrum für Reserveoffiziere der Luftstreitkräfte CPOR (Centro de Preparação de Oficiais da Reserva da Aeronáutica), an dem er 1947 Direktor für Taktische Flugausbildung wurde. Im November 1948 wurde er zum Oberst (Coronel) befördert und über die Funktion als Leiter der Ausbildung an der Kommando- und Generalstabsschule der Luftstreitkräfte ECEMAR (Escola de Comando e Estado-Maior da Aeronaútica). 1950 wurde er Pilot bei der Luftpost (Correio Aéreo) und danach 1951 wieder Offizier an der ECEMAR. Während des Koreakrieges gehörte er in Washington, D.C. zeitweise zu einer Delegation bei einer Außenministerkonferenz. 1951 wurde er Kommandeur des Lufttransportkommandos COMTA (Comando de Transporte Aéreo) sowie 1953 Luftwaffenattaché an der Botschaft in Argentinien und zugleich an der Botschaft in Uruguay. Nach seiner Rückkehr wurde er Zweiter Stellvertretender Chef des Generalstabes der Luftstreitkräfte EMAER (Estado-Maior da Aeronáutica).
Nachdem Nélson Lavenère Wanderley im März 1956 seine Beförderung zum Brigadegeneral (brigadeiro-do-ar) erhalten hatte, wurde er im April 1956 Kommandeur der Ersten Luftzone (I Zona Aérea) in Belém. Nachdem Besuch der Obersten Kriegsschule ESG (Escola Superior de Guerra) übernahm er im Februar 1957 wieder den Posten als Kommandeur der Ersten Luftzone und zugleich als Direktor der Kommando- und Generalstabsausbildung der Luftstreitkräfte CEMCFA. 1958 wurde er Erster Stellvertretender Chef des Generalstabes der Luftstreitkräfte und gehörte zu den Mitverfassern der Grundsatzdoktrin der Luftstreitkräfte (Doutrina básica da Força Aérea Brasileira). Im März 1960 wurde er Kommandant der Kommando- und Generalstabsschule der Luftstreitkräfte ECEMAR und wurde dort im September 1960 zum Generalmajor (Major-brigadeiro-do-ar) befördert. Er war zwischen Januar und August 1962 Kommandeur der Vierten Luftzone (I Zona Aérea) in São Paulo und wurde daraufhin im August 1962 Chef des Kommandos der Verteidigungszone Nord (Zona de Defesa Norte) in Rio de Janeiro, die dem Generalstab der Streitkräfte (Estado-Maior das Forças Armadas) unterstellt war.

### Luftfahrtminister und Streitkräftekrise 1964

Im Kabinett von Staatspräsident Humberto Castelo Branco war Nélson Freire Lavenère Wanderley 1964 Luftfahrtminister.

Wanderley gehörte zur politisch-militärischen Bewegung vom 31. März 1964, die in einem Militärputsch am 1. April 1964 Staatspräsident João Goulart absetzte. Daraufhin wurde er am 4. April 1964 als Nachfolger von Brigadegeneral Otelo da Rocha Ferraz Kommandeur der Fünften Luftzone (V Zona Aérea) in Porto Alegre. Bei der Kommandoübergabe kam es zu einem Schusswechsel mit Oberstleutnant Alfeu Monteiro, einem Unterstützer des abgesetzten Staatspräsidenten Goulart, bei dem Monteiro ums Leben kam und Wanderley verletzt wurde.
Bereits zwei Wochen später wurde er am 20. April 1964 als Nachfolger von Generalleutnant Francisco de Assis Correia de Melo vom neuen Staatspräsidenten Humberto Castelo Branco zum Luftfahrtminister (Ministro da Aeronáutica) in dessen Kabinett ernannt, woraufhin Brigadegeneral Doorgal Borges am 20. Mai 1964 neuer Kommandeur der Fünften Luftzone wurde. Zugleich war er in Personalunion Kommandeur der Luftstreitkräfte (Força Aérea Brasileira). Aufgrund des Abschusses eines Marinehubschraubers am 5. Dezember 1964 bei Tramandaí, der zu einer Krise innerhalb der Streitkräfte führte, reichte er am 14. Dezember 1964 seinen Rücktritt als Luftfahrtminister ein, woraufhin Generalmajor Márcio de Souza Mello am 15. Dezember 1964 seine Nachfolge antrat.
Die Meinungsverschiedenheiten zwischen der Marine und der Luftwaffe wurden jedoch nicht beigelegt, und nur wenige gaben eine Schlichtung zu. Als er hörte, dass Präsident Castelo Branco geneigt war, die Hubschrauber der Luftstreitkräfte an die Marine zu übergeben, die sich im August während der Manöver der Operation Unitas auf dem Deck des Flugzeugträgers Die Meinungsverschiedenheiten zwischen der Marine und der Luftwaffe wurden jedoch nicht beigelegt, und nur wenige gaben eine Schlichtung zu. Als er hörte, dass Castelo Branco geneigt war, seine Hubschrauber an die Marine zu übergeben, die sich im August während der Manöver der Operation Unitas auf dem Deck des Flugzeugträgers Minas Gerais befunden hatte, teilte Minister Sousa e Melo dem Staatspräsidenten Castelo Branco seine Unzufriedenheit sowie die des Chefs des Generalstabes der Luftstreitkräfte Generalmajor Gabriel Grün Moss mit. Sousa e Melo beantragte schließlich am 7. Januar 1965 seinen Rücktritt vom Amt. Vier Tage später wurde Marschall Eduardo Gomes am 11. Januar 1965 zum Luftfahrtminister berufen. Während sich die Krise in der Luftwaffe abkühlte, wurde sie in der Marine wiedereröffnet. Marineminister Ernesto Melo Batista hielt es für unmöglich, die Beamten davon zu überzeugen, dass „der Besitz und die Nutzung von Luftressourcen, die für Operationen auf See geeignet sind“, verboten sei. Am 15. Januar 1965 reichte auch er seinen Rücktritt ein und wurde daraufhin von Admiral Paulo Bosísio ersetzt wurde. Am 26. Januar 1965 unterzeichnete Castelo Branco das Dekret Nr. 55.627, in dem Regeln für den Einsatz von Flugmitteln für Marineoperationen festgelegt wurden. Gemäß den Bestimmungen des Dekrets würde die Marine alle in ihrem Besitz befindlichen Flugzeuge an die Luftstreitkräfte übergeben, während diese ihre U-Boot-Abwehrhubschrauber der Marine übergeben würde. Die Krise wurde erst im Mai 1965 behoben, als Castelo Branco ein Dekret erließ, das vorsah, dass es an der Luftwaffe liegen würde, Personal für die Bordluftfahrt bereitzustellen.

### Chef des Generalstabes

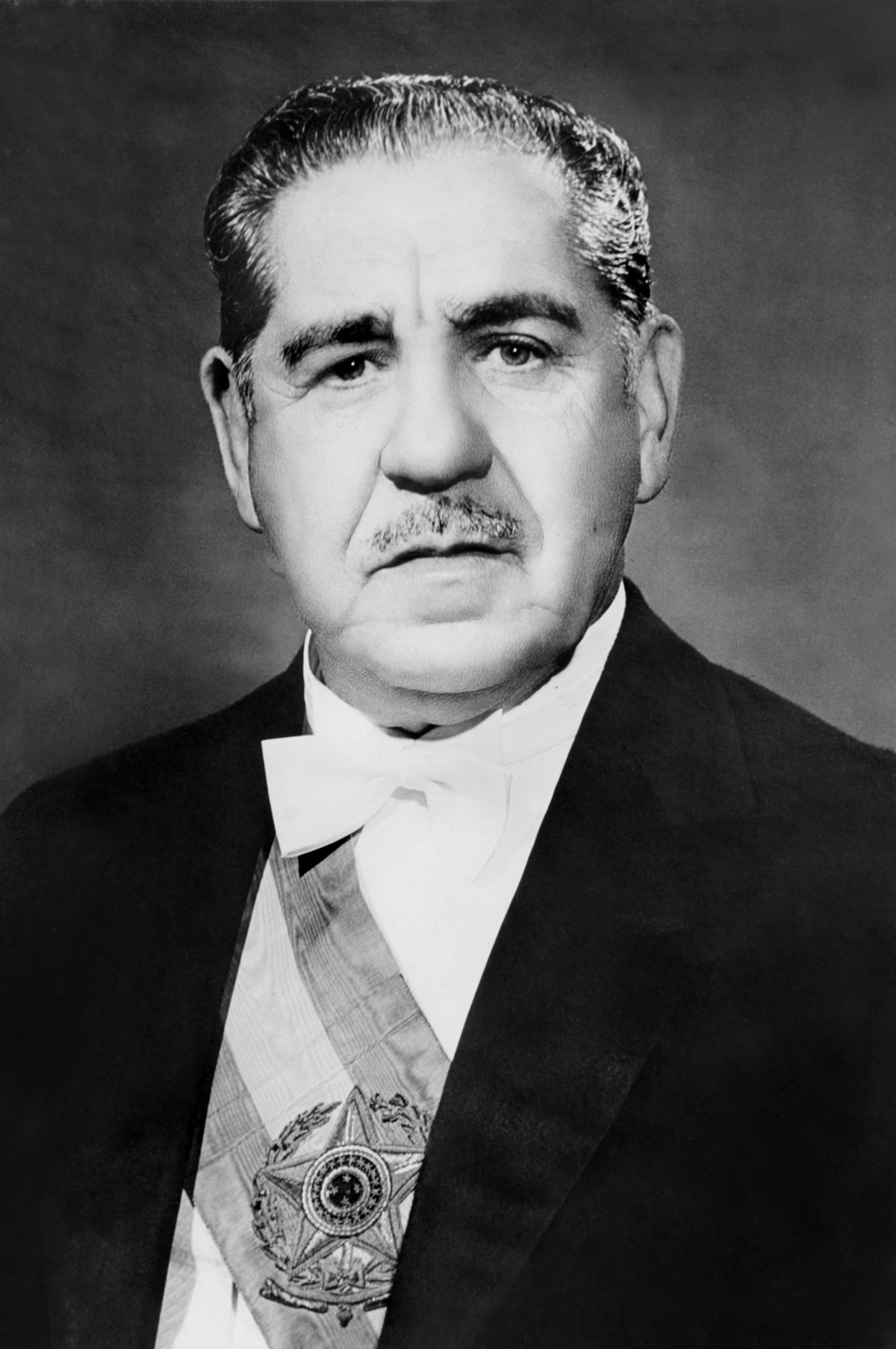
Im Kabinett von Staatspräsident Artur da Costa e Silva wurde Nélson Freire Lavenère Wanderley 1966 Chef des Generalstabes der Streitkräfte.

Nélson Freire Lavenère Wanderley selbst wurde im Januar 1965 Direktor der Behörde für Zivilluftfahrt DAC (Departamento de Aviação Civil) und erhielt im Juni 1965 seine Beförderung zum Generalleutnant (Tenente-brigadeiro-do-ar).
Im April 1966 wurde er Nachfolger von Admiral Luiz Teixeira Martini Chef des Generalstabes EMFA (Ministro-chefe do Estado-Maior das Forças Armadas) der Streitkräfte (Forças Armadas do Brasil) und damit als erster Luftwaffenoffizier in dieser am 8. November 1946 gegründeten Funktion. In seiner Dienstzeit beteiligte sich der Generalstab an der Untersuchung der Umstrukturierung der Militärministerien und ließ ihre Aufgaben erweitern. Die Möglichkeit der Schaffung eines Verteidigungsministeriums wurde ebenfalls geprüft, und das Konzept der nationalen Sicherheit wurde in die neue Verfassung aufgenommen. Im Februar 1967 nahm er als stellvertretender Chef der brasilianischen Delegation am XI. Konsultationstreffen für auswärtige Beziehungen und an der III. Außerordentlichen Interamerikanischen Konferenz teil. Im April 1968 wurde er von General Orlando Geisel als Chef des Generalstabes der Streitkräfte abgelöst. Anschließend übernahm er die Funktion als Militärberater der brasilianischen Mission bei den Vereinten Nationen (UN) in New York City. 1969 verließ er diese Position und trat nach 42 Jahren aktiven Militärdienstes in den Ruhestand.
Wanderley engagierte sich in zahlreichen Organisationen und war unter anderem Mitglied und Zweiter Vizepräsident des Instituts für Geografie und Militärgeschichte (Instituto de Geografia e História Militar do Brasil), Mitglied des Instituts für Geschichte und Geografie von Guanabara (Instituto Histórico e Geográfico do Estado da Guanabara), Mitglied der Royal Aeronautical Society, Ehrenmitglied des Instituts für Geschichte und Geografie (Instituto Histórico e Geográfico Brasileiro) sowie Präsident der Vereinigung der Absolventen der Obersten Kriegsschule ADESG (Associação dos Diplomados da Escola Superior de Guerra). Am 12. Juni 1986 wurde er posthum zum Patron der Luftpost (Correio Aéreo Nacional). Aus seiner Ehe mit Sofia Helena Dodsworth Wanderley gingen sieben Kinder hervor.

## Veröffentlichungen
- Curso de navegação aérea, 1940
- A Força Aérea Brasileira na campanha da Itália, 1945
- Aviação de caça, 1946
- História da Força Aérea Brasileira, 1967, 2. Auflage 1975
- Estratégia militar e desarmamento, 1970